# Auguste Charlois
| Odkryte planetoidy: 99 | Odkryte planetoidy: 99 |
| ---------------------- | ---------------------- |
| (267) Tirza            | 27 maja 1887           |
| (272) Antonia          | 4 lutego 1888          |
| (277) Elvira           | 3 maja 1888            |
| (282) Clorinde         | 28 stycznia 1889       |
| (283) Emma             | 8 lutego 1889          |
| (284) Amalia           | 29 maja 1889           |
| (285) Regina           | 3 sierpnia 1889        |
| (289) Nenetta          | 10 marca 1890          |
| (293) Brasilia         | 20 maja 1890           |
| (294) Felicia          | 15 lipca 1890          |
| (296) Phaëtusa         | 19 sierpnia 1890       |
| (297) Caecilia         | 9 września 1890        |
| (298) Baptistina       | 9 września 1890        |
| (300) Geraldina        | 3 października 1890    |
| (302) Clarissa         | 14 listopada 1890      |
| (305) Gordonia         | 16 lutego 1891         |
| (307) Nike             | 5 marca 1891           |
| (310) Margarita        | 16 maja 1891           |
| (311) Claudia          | 11 czerwca 1891        |
| (312) Pierretta        | 28 sierpnia 1891       |
| (314) Rosalia          | 1 września 1891        |
| (316) Goberta          | 8 września 1891        |
| (317) Roxane           | 11 września 1891       |
| (318) Magdalena        | 24 września 1891       |
| (319) Leona            | 8 października 1891    |
| (327) Columbia         | 22 marca 1892          |
| (331) Etheridgea       | 1 kwietnia 1892        |
| (336) Lacadiera        | 19 września 1892       |
| (337) Devosa           | 22 września 1892       |
| (338) Budrosa          | 25 września 1892       |
| (344) Desiderata       | 15 listopada 1892      |
| (345) Tercidina        | 23 listopada 1892      |
| (346) Hermentaria      | 25 listopada 1892      |
| (347) Pariana          | 28 listopada 1892      |
| (348) May              | 28 listopada 1892      |
| (349) Dembowska        | 9 grudnia 1892         |
| (350) Ornamenta        | 14 grudnia 1892        |
| (354) Eleonora         | 17 stycznia 1893       |
| (355) Gabriella        | 20 stycznia 1893       |
| (356) Liguria          | 21 stycznia 1893       |
| (357) Ninina           | 11 lutego 1893         |
| (358) Apollonia        | 8 marca 1893           |
| (359) Georgia          | 10 marca 1893          |
| (360) Carlova          | 11 marca 1893          |
| (361) Bononia          | 11 marca 1893          |
| (362) Havnia           | 12 marca 1893          |
| (363) Padua            | 17 marca 1893          |
| (364) Isara            | 19 marca 1893          |
| (365) Corduba          | 21 marca 1893          |
| (366) Vincentina       | 21 marca 1893          |
| (367) Amicitia         | 19 maja 1893           |
| (368) Haidea           | 19 maja 1893           |
| (370) Modestia         | 14 lipca 1893          |
| (371) Bohemia          | 16 lipca 1893          |
| (372) Palma            | 19 sierpnia 1893       |
| (373) Melusina         | 15 września 1893       |
| (374) Burgundia        | 18 września 1893       |
| (375) Ursula           | 18 września 1893       |
| (376) Geometria        | 18 września 1893       |
| (377) Campania         | 20 września 1893       |
| (378) Holmia           | 6 grudnia 1893         |
| (379) Huenna           | 8 stycznia 1894        |
| (380) Fiducia          | 8 stycznia 1894        |
| (381) Myrrha           | 10 stycznia 1894       |
| (382) Dodona           | 29 stycznia 1894       |
| (383) Janina           | 29 stycznia 1894       |
| (388) Charybdis        | 7 marca 1894           |
| (389) Industria        | 8 marca 1894           |
| (395) Delia            | 30 listopada 1894      |
| (396) Aeolia           | 1 grudnia 1894         |
| (397) Vienna           | 19 grudnia 1894        |
| (398) Admete           | 28 grudnia 1894        |
| (400) Ducrosa          | 15 marca 1895          |
| (402) Chloë            | 21 marca 1895          |
| (403) Cyane            | 18 maja 1895           |
| (404) Arsinoë          | 20 czerwca 1895        |
| (405) Thia             | 23 lipca 1895          |
| (406) Erna             | 22 sierpnia 1895       |
| (409) Aspasia          | 9 grudnia 1895         |
| (410) Chloris          | 7 stycznia 1896        |
| (411) Xanthe           | 7 stycznia 1896        |
| (414) Liriope          | 16 stycznia 1896       |
| (416) Vaticana         | 4 maja 1896            |
| (423) Diotima          | 7 grudnia 1896         |
| (424) Gratia           | 31 grudnia 1896        |
| (425) Cornelia         | 28 grudnia 1896        |
| (426) Hippo            | 25 sierpnia 1897       |
| (427) Galene           | 27 sierpnia 1897       |
| (429) Lotis            | 23 listopada 1897      |
| (430) Hybris           | 18 grudnia 1897        |
| (431) Nephele          | 18 grudnia 1897        |
| (432) Pythia           | 18 grudnia 1897        |
| (437) Rhodia           | 16 lipca 1898          |
| (438) Zeuxo            | 8 listopada 1898       |
| (441) Bathilde         | 8 grudnia 1898         |
| (451) Patientia        | 4 grudnia 1899         |
| (453) Tea              | 22 lutego 1900         |
| (498) Tokio            | 2 grudnia 1902         |
| (537) Pauly            | 7 lipca 1904           |

Auguste Honoré Charlois (ur. 26 listopada 1864 w La Cadière-d’Azur, zm. 26 marca 1910 w Nicei) – francuski astronom, odkrył 99 asteroid.

## Życiorys
Od 1881 roku był asystentem w Obserwatorium w Nicei, później został głównym obserwatorem. Jego pierwszą odkrytą asteroidą była (267) Tirza w 1887 roku. Sfotografował planetoidę (433) Eros tej samej nocy, co Gustav Witt (odkrycie tej planetoidy przypisywane jest wyłącznie Wittowi). Rozpoczął poszukiwania asteroid w erze badań wizualnych, od 1892 roku korzystał z astrofotografii, co ułatwiło mu odkrycie wielu planetoid w stosunkowo krótkim czasie.

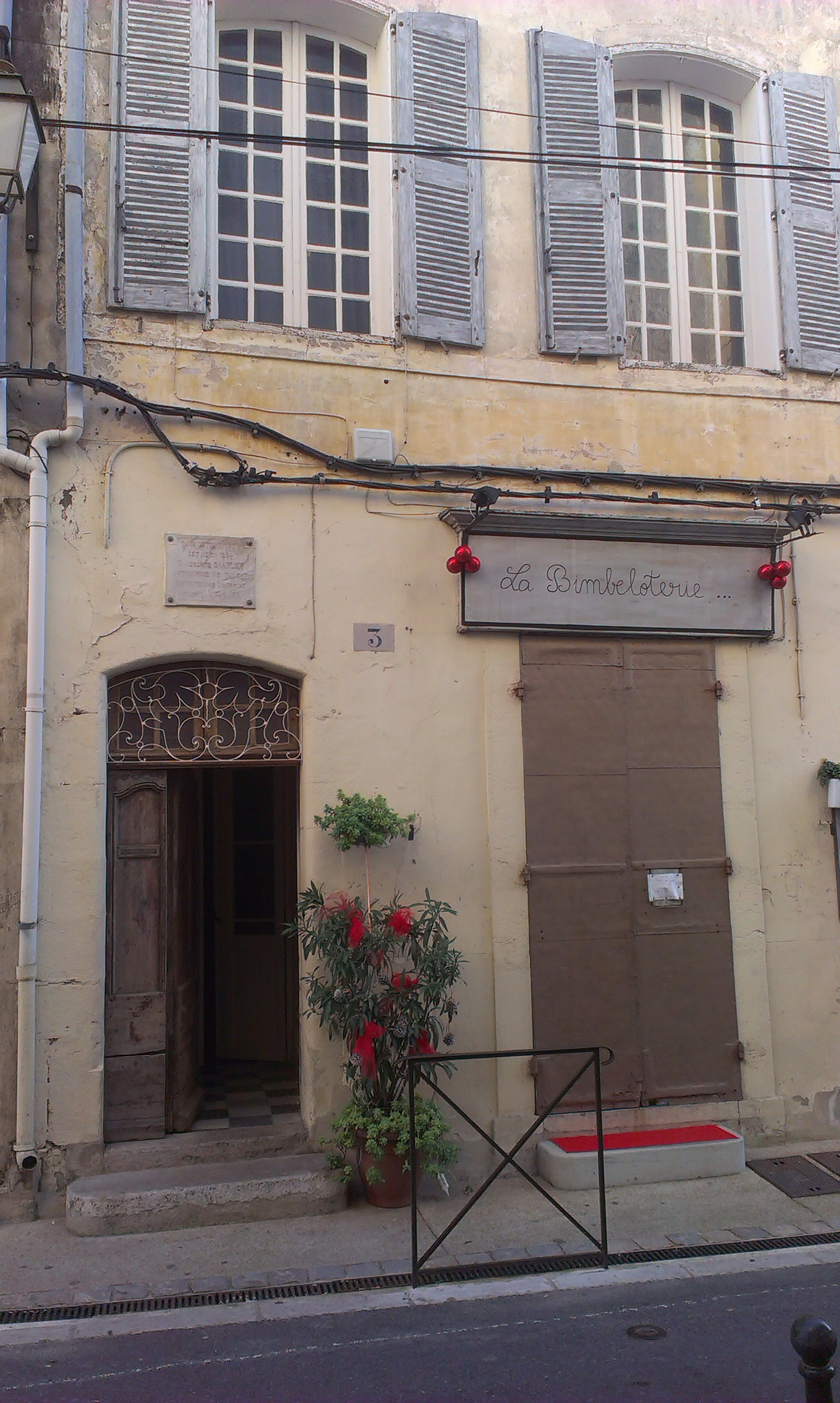
Dom, w którym urodził się Auguste Charlois

W wieku 46 lat został zamordowany przez swojego szwagra (brata pierwszej żony), który miał mu za złe to, że powtórnie się ożenił.
Według innej wersji mordercą był doktor Gabriel Brenguès, mąż siostry pierwszej żony Charloisa, Marie Michel. Był on zazdrosny o to, iż Marie Michel niedługo przed śmiercią w 1906 roku zmieniła testament i na ręcznie zapisanej kartce przyznała część majątku Charloisowi (w oryginalnym testamencie cały majątek przepisała siostrze, czyli żonie Brenguèsa). Brenguès sądził, że było to fałszerstwo, lecz dwukrotnie przegrał proces w tej sprawie, co stało się przyczyną nienawiści do Charloisa. Morderca otrzymał wyrok dożywotnich ciężkich robót (złagodzony później do 20 lat za dobre sprawowanie) i w 1912 roku został zesłany do więzienia w Gujanie Francuskiej, gdzie zmarł w 1926 roku.

## Nagrody i wyróżnienia
W 1899 roku przyznano mu nagrodę Prix Jules-Janssen.
Na jego cześć André Patry jedną z odkrytych przez siebie asteroid nazwał (1510) Charlois. Imię astronoma nosi też struktura Charlois Regio na planetoidzie Eros.